# 托盧卡火山國家公園

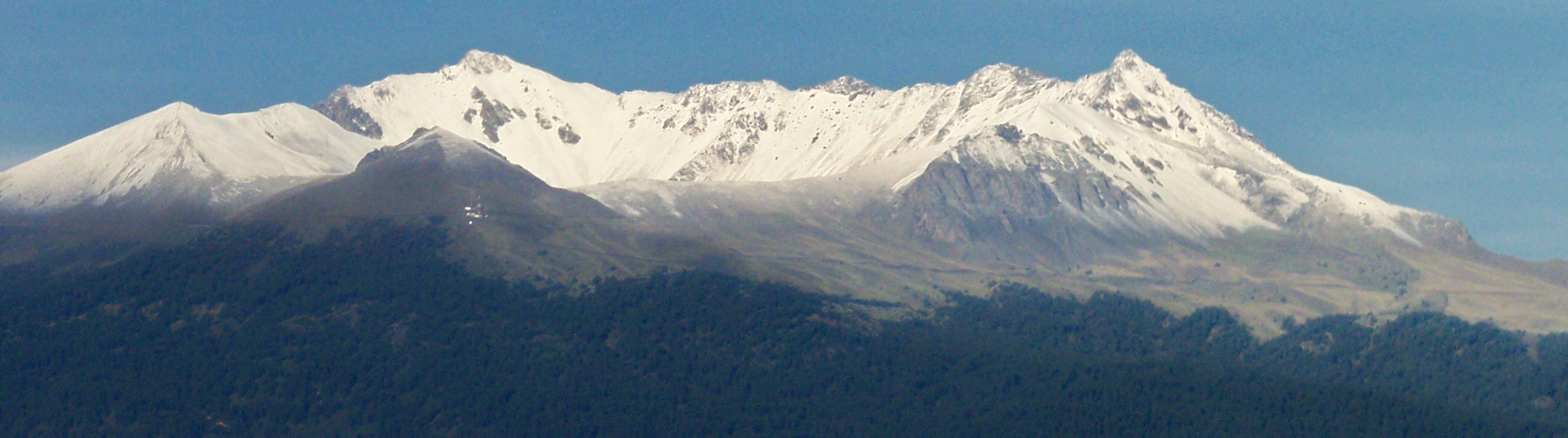

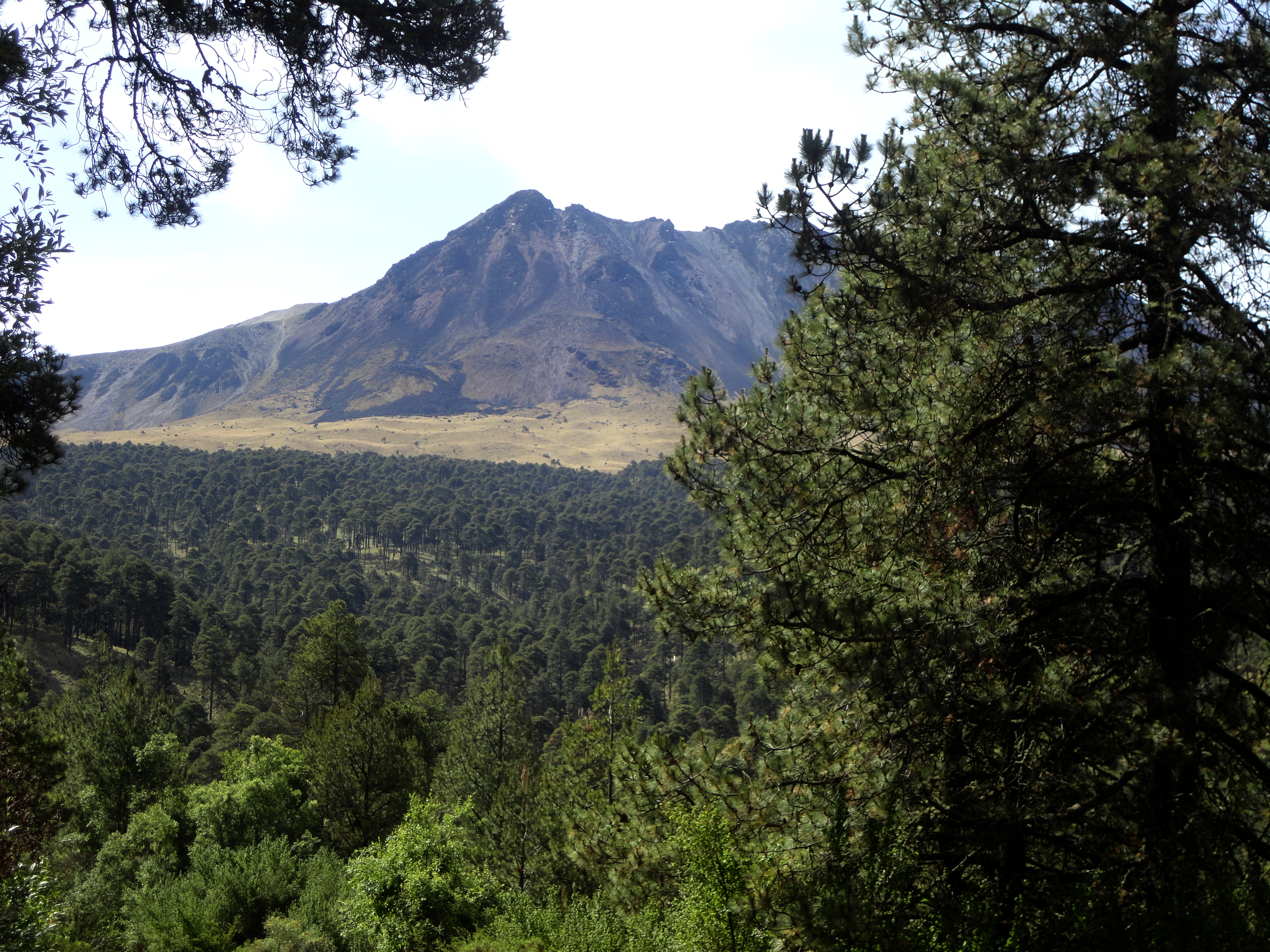

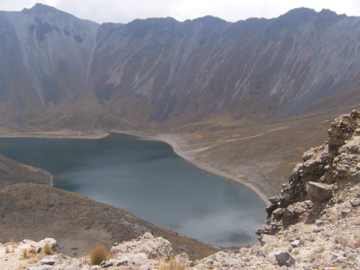

托盧卡火山國家公園是墨西哥的國家公園，位於托盧卡西南部，由墨西哥州負責管轄，距離首都墨西哥城135公里，始建於1936年1月25日，面積468平方公里，
19°6′20.14″N 99°45′23.57″W / 19.1055944°N 99.7565472°W